# لانتسندورف
لانتسندورف (به آلمانی: Lanzendorf) یک منطقهٔ مسکونی در اتریش است که در ناحیه وین-اومگه‌بونگ واقع شده‌است. لانتسندورف ۴٫۵۴ کیلومتر مربع مساحت دارد ۱۷۰ متر بالاتر از سطح دریا واقع شده‌است.